# キングズ・フェスティバル
「キングズ・フェスティバル」(King's Festival)はダンジョンズ&ドラゴンズファンタジーロールプレイングゲームのアドベンチャー・モジュールである。1994年には日本語版が発売された（後述）。

## 概要
「キングズ・フェスティバル」はカラメイコス大公国の入門シナリオセットであり、初心者プレイヤーとダンジョンマスターへのアドバイスが含まれている。プレイヤーキャラクターたちは「王の祭り」の開催直前に、オークに誘拐されたクレリックを救出しなければならない。
新しい人たちにゲームを「教習する」ことを意図されており、シナリオのゴールはオークに誘拐されたクレリックの救出である。彼は「王の祭り」の重要人物である。

### 著名なNPC
Aralic of Stallanford:（アラリック）スタランフォードの町から来た善のクレリック、プレイヤーがオークから救出すべき人物
Petrides:（ペトライド）オークの住処になっている洞窟にいる悪のクレリック

## 出版履歴
B11King's Festivalはen:Carl Sargentによって書かれ、カバーアートはen:Clyde Caldwellが、内部イラストはen:Valerie Valusekで、TSR社から1989年に32ページの書籍として出版された。
B12 クイーンズ・ハーベストはこの冒険の続編である。

## 日本語版
1994年に、当時D&Dの翻訳権を持っていたメディアワークスから、電撃ゲーム文庫レーベルでD&Dゲームシナリオ1として出版された。「王の祭り」と副題が付けられている。翻訳と構成は安田均とグループSNE。(ISBN 4-07-301977-5)
日本語化にあたり、シナリオの舞台となるカラメイコス大公国の歴史や社会、名所案内などのワールドガイドが追加された（en:Karameikosの抄訳と思われる）。大公ステファン・カラメイコス3世や悪名高きバーグル、ブラックイーグル男爵などの重要NPCも紹介されている。